# Martin AAM-N-4 Oriole

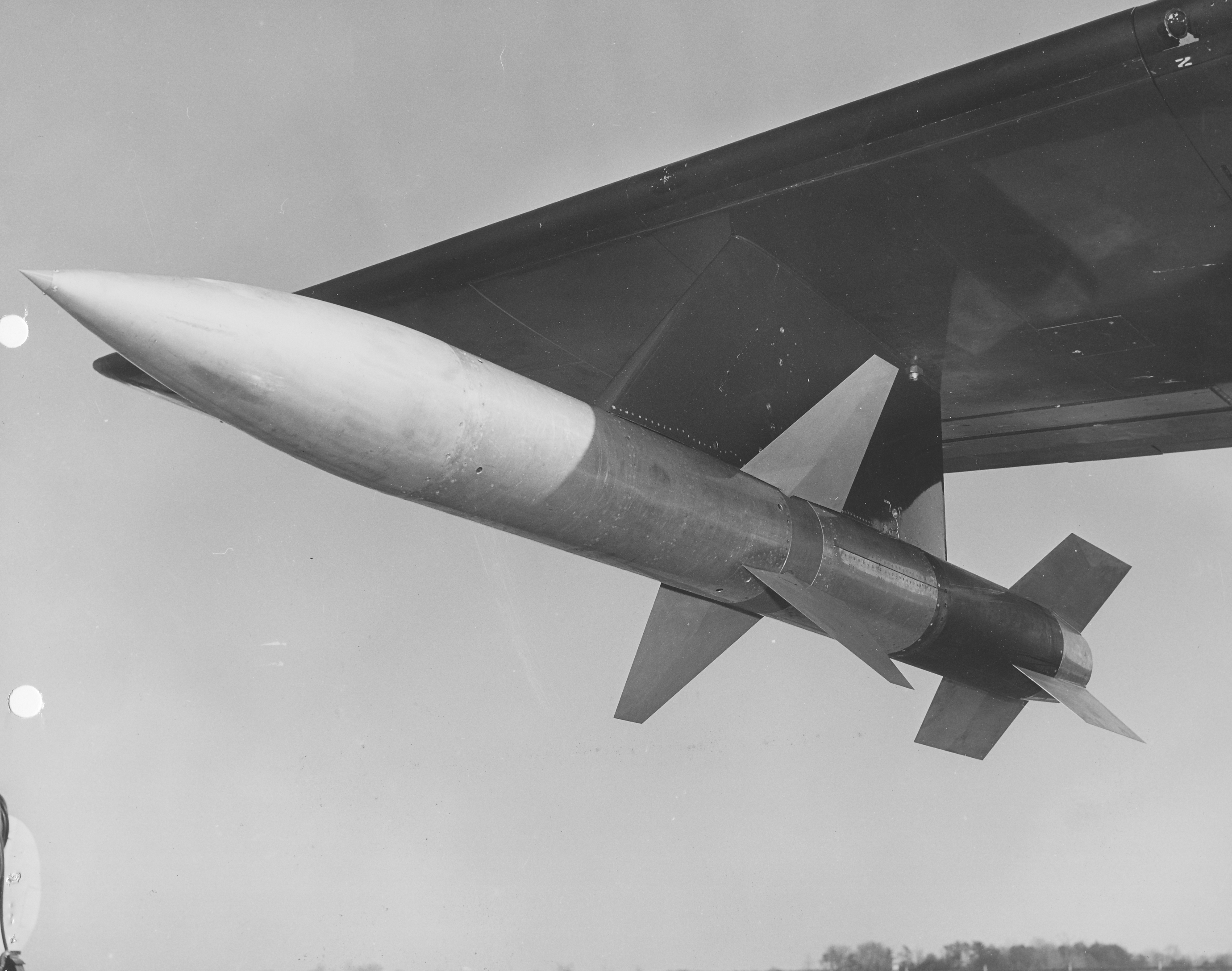

AAM-N-4 Oriole — проект управляемой ракеты «воздух-воздух», разрабатывавшийся по инициативе ВМФ США в 1947—1953 годах. Один из первых проектов ракеты «воздух-воздух» с активным радиолокационным наведением, реализующим принцип «выстрелил-и-забыл». Осуществление проекта столкнулось с рядом непредусмотренных технических трудностей, обусловленным недостаточными возможностями технологии того времени, и уже в 1948 году программа была переориентирована на исследовательские цели.

## История
Вторая мировая война продемонстрировала необходимость создания более совершенного оружия воздушного боя чем автоматические пушки и пулемёты. Появившиеся в конце войны реактивные самолёты, летающие с околозвуковыми скоростями, существенно осложнили задачи противовоздушной обороны наземных объектов и военных кораблей: скорости самолётов стали так велики, что при атаке на бомбардировщик «лоб-в-лоб», бортовые автоматические пушки и пулемёты истребителя просто не успевали, за те доли секунды что цель находилась в радиусе действия оружия, сделать достаточно выстрелов для гарантированного её поражения.
В 1947 году, Главное управление вооружения (англ. Bureau of Ordnance) военно-морского флота США заказало фирме «Мартин» разработку управляемой ракеты для запуска с самолётов по реактивным бомбардировщикам и торпедоносцам противника. Ракета должна была запускаться с палубных истребителей и иметь полностью автономную активную радиолокационную головку самонаведения. Предполагалось, что эта ракета станет ключевым звеном в системе обороны авианосцев от воздушных атак противника, обеспечивая палубной авиации возможность эффективного поражения вражеских бомбардировщиков и торпедоносцев даже в ситуации прикрытия таковых истребителями.
Работа над проектом, получившим название «Oriole» началась в 1947 году, но очень скоро стало ясно, что инженеры ВМФ недооценили весь масштаб технических проблем, связанных с разработкой компактных радаров. Так как создать в разумные сроки боевую ракету не представлялось возможным, программа «Oriole» была переориентирована на исследовательские цели. Ряд ракет был запущен в 1950—1953 годах с целью отработки систем самонаведения для перспективных ракет класса «воздух-воздух», после чего, в 1953 году, программа была закрыта в пользу более перспективной AIM-7 Sparrow.

## Конструкция
По сравнению с разрабатывавшейся параллельно компанией «Bell» ракетой AAM-N-5 Meteor, «Oriole» была очень крупной и тяжёлой. Её вес составлял более 650 кг. Цилиндрический фюзеляж ракеты имел длину до 3,53 м и диаметр до 280 мм.
Ракета стабилизировалась в полёте с помощью четырёх X-образно расположенных крыльев и аналогично расположенных поворотных рулей, выполнявших также роль органов управления. В движение она приводилась (в зависимости от модификации) твердотопливным ракетным или прямоточным воздушно-реактивным двигателем. Расчётный радиус действия изначально составлял 32 км, но к моменту начала лётных испытаний требования были существенно сокращены и ракета запускалась не более чем на 16 км. Скорость её полёта превышала 3 М.
Ракета должна была наводиться на цель с помощью активной радиолокационной головки самонаведения. Предполагалось, что пилот, активировав головку самонаведения ракеты, наведет её на самолёт противника, и когда ракета захватит цель, произведет запуск. Ракета не требовала сопровождения цели радаром самолёта-носителя, что позволяло применять её по схеме «выстрелил-и-забыл»: таким образом, ракета не ограничивала после запуска действия пилота. Это было особо актуально для палубных перехватчиков, вынужденных вести бой одновременно с бомбардировщиками противника и прикрывающими их истребителями.